# ازدنیک
ازدنیک (به چکی: Zdeněk) ممکن است به یکی از موارد زیر اشاره داشته باشد:
- ازدنیک فیرلینگر
- ازدنیک گروسل
- ازدنیک گریگرا
- ازدنیک هامهال
- ازدنیک یارکوفسکی
- ازدنیک لیشکا
- ازدنیک لوکاش
- ازدنیک میلر
- ازدنیک نهودا
- ازدنیک نیدلی
- ازدنیک پوتسکا
- ازدنیک پودسکالسکی
- ازدنیک پوسپخ
- ازدنیک ریگل
- ازدنیک سرستکا
- ازدنیک اسووبودا
- ازدنیک سویه‌راک
- ازدنیک اشکارا
- ازدنیک اشکرلاند
- ازدنیک اشتیپانک
- ازدنیک زمان
- ازدنیک زیکان
- ازدنیک زلامال